# Digras
Digras è una città dell'India di 39.169 abitanti, situata nel distretto di Yavatmal, nello stato federato del Maharashtra. In base al numero di abitanti la città rientra nella classe III (da 20.000 a 49.999 persone).

## Geografia fisica
La città è situata a 20° 07' 37 N e 77° 42' 33 E.

## Società

### Evoluzione demografica
Al censimento del 2001 la popolazione di Digras assommava a 39.169 persone, delle quali 20.257 maschi e 18.912 femmine. I bambini di età inferiore o uguale ai sei anni assommavano a 5.326, dei quali 2.796 maschi e 2.530 femmine. Infine, coloro che erano in grado di saper almeno leggere e scrivere erano 28.275, dei quali 15.939 maschi e 12.336 femmine.